# Калчо Марков
Вижте пояснителната страница за други личности с името Калчо Марков.
Калчо Иванов Марков е български микробиолог, специалист в областта на генетиката на бактериите и генното инженерство. Той е основоположник на българската бактериална генетика и първоучител на поколението български микробиолози генетици. Професор в Медицинската академия, член-кореспондент на Българската академия на науките.

## Биография
Роден е в град Лясковец на 7 август 1920 г. в семейството на юриста Иван Марков и Мария Маркова (Паскова). По бащина линия проф. д-р Калчо Марков е внук на възрожденеца Нестор Марков. Той е племенник на проф. д-р Константин Марков и на академик Владимир Марков.
Калчо Марков учи медицина в Австрия (1940 – 1943). Заради войната се завръща в България и завършва медицина в Софийския университет (1945). Лекарската му и научна дейност преминават през всички нива: 1946 г. – лекар, 1950 г. – асистент, 1958 г. – кандидат на медицинските науки, 1959 г. – доцент, 1964 г. – професор в Медицинска академия – София.
Специализира в едни от най-известните световни изследователски центрове в Берлин, Лайпциг, Единбург, Кеймбридж, Стокхолм и др.
Четири години е заместник-декан на Медицинския факултет. През 1966 г. е избран за член-кореспондент на БАН. От 1973 до 1976 г. е заместник-директор на Единния център по биология и директор на Института по молекулярна биология на микроорганизмите. От 1971 г. до пенсионирането си завежда Секция по генетика на микроорганизмите в БАН – София. Директор е на Института по микробиология на БАН.
Публикувал е повече от 230 научни труда, в областта на генетиката на бактериите, физиологията и биотехнологията на микроорганизмите и генното инженерство. „Заслужил деятел на науката“ 1985 г.
Проф. д-р Калчо Марков се ползва с широка известност в международната научна общност. Изнасял е лекции като гост-професор в Лондон, Кеймбридж, Кьолн, Калкута, Делхи, Берлин, Единбург, Москва, Киев, Прага и др.
Владее немски, английски, руски и френски език.

## Семейство
Женен е за проф. д-р Славка Шопова – Маркова, пианист, акомпаниатор и педагог, почетен доктор на Музикалната академия „Панчо Владигеров“. Имат един син Иван – лекар, починал през 1983 г.